# Gambia Congress Party
Die Gambia Congress Party (GCP) war eine politische Partei in Gambia.

## Geschichte
Politische Differenzen zwischen Ibrahima Momodou Garba-Jahumpa und Reverend John Colley Faye und führten zur Auflösung der Democratic Congress Alliance. Garba-Jahumpa setzte seinen Weg in der im Oktober 1962 neu gegründete Gambia Congress Party fort, der Rest der DCA ging 1965 in der People’s Progressive Party (PPP) auf.
Die Partei wurde 1968 aufgelöst, ihr Mitglied im House of Representatives, Garba-Jahumpa, wechselte zur PPP.
Ab Januar 1964 brachte die Partei die Zeitung African unity heraus.

## Wahlergebnisse
| \| Wahlergebnisse \| Wahlergebnisse \| Wahlergebnisse \| Wahlergebnisse \| Wahlergebnisse \| \| Wahl \| Jahr \| Stimmenanzahl \| Stimmenanteil \| Sitze oder Präsidentschaftskandidat \| \| -------------- \| -------------- \| -------------- \| -------------- \| ----------------------------------- \| \| Parlament \| 1966 \| 2.118 \| 1,7 % \| 1 von 32 \| | Stimmanteile (in %) 8% 6% 4% 2% 0% 66 |               |               |                                     |
| Wahlergebnisse |                                       |               |               |                                     |
| Wahl | Jahr                                  | Stimmenanzahl | Stimmenanteil | Sitze oder Präsidentschaftskandidat |
| Parlament | 1966                                  | 2.118         | 1,7 %         | 1 von 32                            |